# Mehmet Fuat Köprülü
Mehmet Fuat Köprülü (Isztambul, 1888 vagy 1890 december 4. vagy 5. – Isztambul, 1966. június 28.; 1934-ig Köprülüzade Mehmed Fuad) török politikus, történész, professzor; az oszmán kori történelem, a török folklór és nyelv szakértője.

## Élete
A híres Köprülü család tagjaként született Isztambulban; Köprülü Mehmed pasa, a híres nagyvezír lánytestvérének leszármazottja. A Mercan Főiskolára járt, majd jogot tanult, de 1909-ben abbahagyta. 1912-ben a Türk Ocağı alapítói közt volt. Miután több iskolában is tanított, 1913-ban Ziya Gökalp támogatásával kinevezték a Darülfünun (1933-tól Isztambuli Egyetem) török irodalom tanszékére. 1939-ig itt tanított. 1924-ben pár hónapig az oktatási minisztérium államtitkára volt. Ugyanebben az évben megalapította a Darülfünun turkológia szakát. 1939 után Ankarába költözött, ahol a politikatudományi és művészeti tanszékeken tanított.
A földosztásról szóló rendeletet megelőző vita során a „négyekként” ismert Adnan Menderest, Celal Bayart, Mehmet Fuat Köprülüt és Rıfat Koraltant kizárták a Köztársasági Néppártból. 1946 januárjában ők négyen megalapították a Demokrata Pártot. Az 1950-es parlamenti választás után, Menderes miniszterelnöksége alatt 1955-ig külügyminiszter, 1955-től belügyminiszter, 1956-ban rövid ideig miniszterelnök-helyettes volt. Vezető szerepet játszott abban, hogy Törökország 1952-ben a NATO tagjává váljon.
Az 1960. május 27-i katomai puccs után őt és a Demokrata Párt több tagját bebörtönözték a Yassıada szigeten, de később felmentették. 1961-ben alapított egy rövid életű pártot Yeni Demokrat Parti („Új Demokrata Párt”) néven, röviddel ezután azonban visszavonult a politikától.
1966. június 28-án halt meg egy Ankarában elszenvedett autóbaleset okozta sérülések miatt. A Çemberlitaş temetőben nyugszik családja sírjában, apja mellett.

## Művei
Történészként jelentős művei: Az Oszmán Birodalom eredete; Az anatóliai szeldzsukok: történelmük és kultúrájuk a helyi muszlim források alapján és Az iszlám Anatóliában a török invázió után: Prolegomena. Ő alkotta meg az egyik perspektívát, amely az oszmán törzs felemelkedését és terjeszkedési irányának kialakulását próbálja megérteni.
Emlékére alapították a Mehmet Fuat Köprülü Ösztöndíjprogramot arra a célra, hogy török diákok a Cambridge-i Egyetemen folytathassák PhD-tanulmányaikat.

## Művei listája
- Yeni Osmanlı Tarih-i Edebiyatı (1916)
- Türk Edebiyatında İlk Mutasavvıflar (1919–1966); angolul: Early Mystics in Turkish Literature
- Nasrettin Hoca (1918–1981)
- Türk Edebiyatı Tarihi (1920)
- Türkiye Tarihi (1923)
- Bugünkü Edebiyat (1924)
- Azeri Edebiyatına Ait Tetkikler (1926)
- Milli Edebiyat Cereyanının İlk Mübeşşirleri ve Divan-ı Türk-i Basit (1928)
- Türk Saz Şairleri Antolojisi (1930–1940, üç cilt)
- Türk Dili ve Edebiyatı Hakkında Araştırmalar (1934)
- Anadolu’da Türk Dili ve Edebiyatı’nın Tekamülüne Bir Bakış (1934)
- Osmanlı Devleti’nin Kuruluşu (1959)
- Edebiyat Araştırmaları Külliyatı (1966)
- İslam ve Türk Hukuk Tarihi Araştırmaları ve Vakıf Müessesesi (1983)

## Kitüntetései
- Az Olasz Köztársaság Érdemrendje (nagykereszt) (1955. január 27.)[9]
- A Heidelbergi Egyetem díszdoktora (1927)
- A Sorbonne díszdoktora (1939) [10]
- A Magyar Tudományos Akadémia tiszteletbeli tagja (1939)

## Fordítás
- Ez a szócikk részben vagy egészben  a   Mehmet Fuat Köprülü című angol Wikipédia-szócikk ezen változatának fordításán alapul.  Az eredeti cikk szerkesztőit annak laptörténete sorolja fel. Ez a jelzés csupán a megfogalmazás eredetét és a szerzői jogokat jelzi, nem szolgál a cikkben szereplő információk forrásmegjelöléseként.
- Ez a szócikk részben vagy egészben  a   Mehmet Fuat Köprülü című német Wikipédia-szócikk ezen változatának fordításán alapul.  Az eredeti cikk szerkesztőit annak laptörténete sorolja fel. Ez a jelzés csupán a megfogalmazás eredetét és a szerzői jogokat jelzi, nem szolgál a cikkben szereplő információk forrásmegjelöléseként.